# Hajany (Brno-vidéki járás)
Hajany település Csehországban, a Brno-vidéki járásban. Hajany Želešice, Syrovice és Ořechov településekkel határos. Lakosainak száma 697 fő (2024. január 1.).

## Népesség
A település lakosságának változását az alábbi diagram mutatja:
| Lakosok száma | 307  | 288  | 335  | 280  | 338  | 351  | 446  | 562  | 647  | 697  |
|               | 1869 | 1890 | 1921 | 1950 | 1980 | 2001 | 2017 | 2019 | 2022 | 2024 |